# Cyril Miranda
Pour les articles homonymes, voir Miranda.
Cyril Miranda, né le 25 mars 1985 au Sentier (Suisse), est un fondeur français. Il évolue au club de ski de Bois d'Amont et est spécialiste du sprint.

## Biographie
Miranda fait ses débuts internationaux en 2003, puis prend part aux Championnats du monde junior en 2004 et 2005, où il obtient un top dix sur la poursuite (huitième). En 2006, passé en catégorie U-23, il arrive de la poursuite aux mondiaux de la catégorie et signe quelques top dix en Coupe OPA.
En décembre 2006, il prend le départ de sa première course en Coupe du monde à La Clusaz. Après une première victoire en Coupe OPA sur un quinze kilomètres classique à Cogne, il remporte une médaille d'argent en relais à l'Universiade de Turin, puis décroche des points pour la Coupe du monde à Otepää avec le 17e rang sur le sprint. Sélectionné pour les Championnats du monde élite à Sapporo, il atteint les demi-finales du sprint individuel, pour se classer douzième finalement. Il conclut son hiver par une sixième place au sprint des Championnats du monde des moins de 23 ans à Tarvisio. Lors de l'édition 2008 de cette compétition, Miranda remporte la médaille d'argent sur le sprint, derrière Robin Bryntesson. De retour sur la Coupe du monde, il réalise sa meilleure performance de sa carrière avec une cinquième place sur le sprint classique de Stockholm. 
En 2009, après une première participation au Tour de ski, il dispute les Championnats du monde à Liberec et se distingue avec une cinquième place au sprint par équipes et une dixième au sprint individuel (libre). Lors de la saison 2009-2010, il est encore finaliste d'un sprint à Davos (6e), mais surtout honore sa première sélection olympique à Vancouver, où il arrive 16e du sprint classique, septième du sprint par équipes et 38e du cinquante kilomètres classique. En 2011, il enregistre le meilleur résultat collectif de sa carrière avec une quatrième place au sprint par équipes de Liberec en compagnie de Jean-Marc Gaillard.
Durant l'hiver 2013-2014, il goûte pour la dernière fois au top dix, alors que son dernier date d'il y a quatre ans avec une huitième place au sprint de Nové Město na Moravě. Il court aussi ses deuxièmes jeux olympiques à Sotchi, où il finit notamment seizième du sprint.
En 2015, pour sa dernière saison active dans le sport, il gagne une médaille d'argent aux Championnats du monde militaires à Boden en sprint par équipes.

## Palmarès

### Jeux olympiques
| Épreuve / Édition | Sprint                           | Sprint                           | 15 km                            | 15 km     | Poursuite / Skiathlon 2 × 15 km | 50 km | Relais | Relais    |
| Épreuve / Édition | libre                            | classique                        | libre                            | classique | Poursuite / Skiathlon 2 × 15 km | 50 km | Sprint | 4 × 10 km |
| JO 2010 Vancouver | Épreuve inexistante à cette date | 16e                              | Épreuve inexistante à cette date | —         | —                               | 38e   | 7e     | —         |
| JO 2014 Sotchi    | 16e                              | Épreuve inexistante à cette date | Épreuve inexistante à cette date | 56e       | —                               | -     | 10e    | -         |

Légende :
- — : épreuve non disputée par Miranda.
- : épreuve ne figurant pas au programme.

### Championnats du monde
| Épreuve / Édition           | Sprint                           | Sprint                           | 15 km                            | 15 km                            | Poursuite / Skiathlon 2 × 15 km | 50 km | Relais | Relais    |
| Épreuve / Édition           | libre                            | classique                        | libre                            | classique                        | Poursuite / Skiathlon 2 × 15 km | 50 km | Sprint | 4 × 10 km |
| Mondiaux 2007 Sapporo       | Épreuve inexistante à cette date | 12e                              | Épreuve inexistante à cette date | —                                | —                               | —     | 11e    | —         |
| Mondiaux 2009 Liberec       | 10e                              | Épreuve inexistante à cette date | Épreuve inexistante à cette date | —                                | —                               | —     | 5e     | —         |
| Mondiaux 2011 Oslo          | 42e                              | Épreuve inexistante à cette date | Épreuve inexistante à cette date | —                                | —                               | —     | 8e     | —         |
| Mondiaux 2013 Val di Fiemme | Épreuve inexistante à cette date | 18e                              | —                                | Épreuve inexistante à cette date | —                               | —     | —      | —         |

### Coupe du monde
- Meilleur classement général : 62e en 2008.
- Meilleur résultat individuel : 5e.

#### Classements par saison
| Saison    | Classement général final | Classement distance | Classement sprint |
| 2006-2007 | 95e                      | 88e                 | 53e               |
| 2007-2008 | 62e                      |                     | 26e               |
| 2008-2009 | 64e                      |                     | 28e               |
| 2009-2010 | 72e                      | 123e                | 30e               |
| 2010-2011 | 81e                      | 72e                 | 50e               |
| 2011-2012 | 96e                      | 74e                 | 50e               |
| 2012-2013 | 147e                     |                     | 89e               |
| 2013-2014 | 91e                      | 99e                 | 46e               |
| 2014-2015 | 152e                     |                     | 94e               |

### Championnats du monde des moins de 23 ans
- Malles 2008 :
  -  Médaille d'argent sur le sprint libre.

### Universiades
- Médaille d'argent sur le relais en 2007 à Turin.

### Coupe OPA
- 5e du classement général en 2007.
- 3 podiums, dont 1 victoire.